# Woldert
Woldert là một đô thị thuộc huyện Neuwied, trong bang Rheinland-Pfalz, phía tây nước Đức. Đô thị Woldert có diện tích 5,03 km², dân số thời điểm ngày 31 tháng 12 năm 2006 là 623 người.